# Nephropsis
Nephropsis is een geslacht van kreeftachtigen uit de klasse van de Malacostraca (hogere kreeftachtigen).

## Soorten
- Nephropsis acanthura Macpherson, 1990
- Nephropsis aculeata Smith, 1881
- Nephropsis agassizii A. Milne-Edwards, 1880
- Nephropsis atlantica Norman, 1882
- Nephropsis carpenteri Wood-Mason, 1885
- Nephropsis ensirostris Alcock, 1901
- Nephropsis holthuisi Macpherson, 1993
- Nephropsis malhaensis Borradaile, 1910
- Nephropsis neglecta Holthuis, 1974
- Nephropsis occidentalis Faxon, 1893
- Nephropsis rosea Spence Bate, 1888
- Nephropsis serrata Macpherson, 1993
- Nephropsis stewarti Wood-Mason, 1872
- Nephropsis suhmi Spence Bate, 1888
- Nephropsis sulcata Macpherson, 1990